# Lofton R. Henderson
Lofton R. Henderson (Lorain, 24 maggio 1903 – mare delle isole Midway, 4 giugno 1942) è stato un aviatore statunitense appartenente al corpo dei Marine.
Comandante del Marine Fighter Attack Squadron 241 (VMFA-241) (241º gruppo caccia e supporto tattico dell'aviazione del corpo dei Marines), perse la vita nel corso della battaglia delle Midway, abbattuto mentre, alla testa del suo gruppo di volo, composto da 16 SBD-2, attaccava la formazione navale giapponese.

## Biografia
Nato in Ohio, frequentò la Accademia navale di Annapolis terminando gli studi nel 1926. Prima della seconda guerra mondiale, prestò servizio in Cina e in varie basi statunitensi nei Caraibi, oltre che sulle portaerei Langley (CV-1), Ranger (CV-4), e Saratoga (CV-3).
Al maggiore Henderson fu conferita la Navy Cross alla memoria per il suo eroismo nella storica battaglia di Midway , uno degli scontri decisivi del conflitto, nel quale un ristretto numero di piloti di aereo cambiò di fatto il corso della guerra. Mentre era al comando di un attacco con i bombardieri in picchiata del 16º Marine Corps, si lanciò a sua volta in picchiata per attaccare la portaerei Hiryū venendo colpito all'ala sinistra che prese fuoco. Henderson continuò l'attacco e morì precipitando con il suo aereo.

## Henderson Field
Nell'agosto del 1942, l'aeroporto giapponese di Guadalcanal fu rinominato appena catturato Henderson Field in suo onore. Il campo di aviazione era ancora in costruzione quando gli americani lo catturarono all'inizio di quelli che si sarebbero rivelati i sei mesi della campagna di logoramento per espellere i giapponesi da entrambe le isole di Guadalcanal e Tulagi. Il Campo Henderson fu completato dai Marine dopo che erano rimasti bloccati sull'isola a causa del ritiro della copertura aerea da parte dell'ammiraglio Frank Fletcher e dei mezzi di trasporto aereo comandati dall'ammiraglio Richmond Turner, entrambi sotto attacco navale. I Marine a Guadalcanal completarono l'Henderson Field utilizzando un bulldozer giapponese catturato.

## Altri riconoscimenti
Nel 1945 un cacciatorpediniere della classe Gearing, lo USS Henderson fu battezzato con il suo nome.
Il ponte sulla 21ª strada nella sua città natale di Lorain nell'Ohio, fu rinominato in suo onore Lofton Henderson Memorial Bridge.